# Tour du tambour

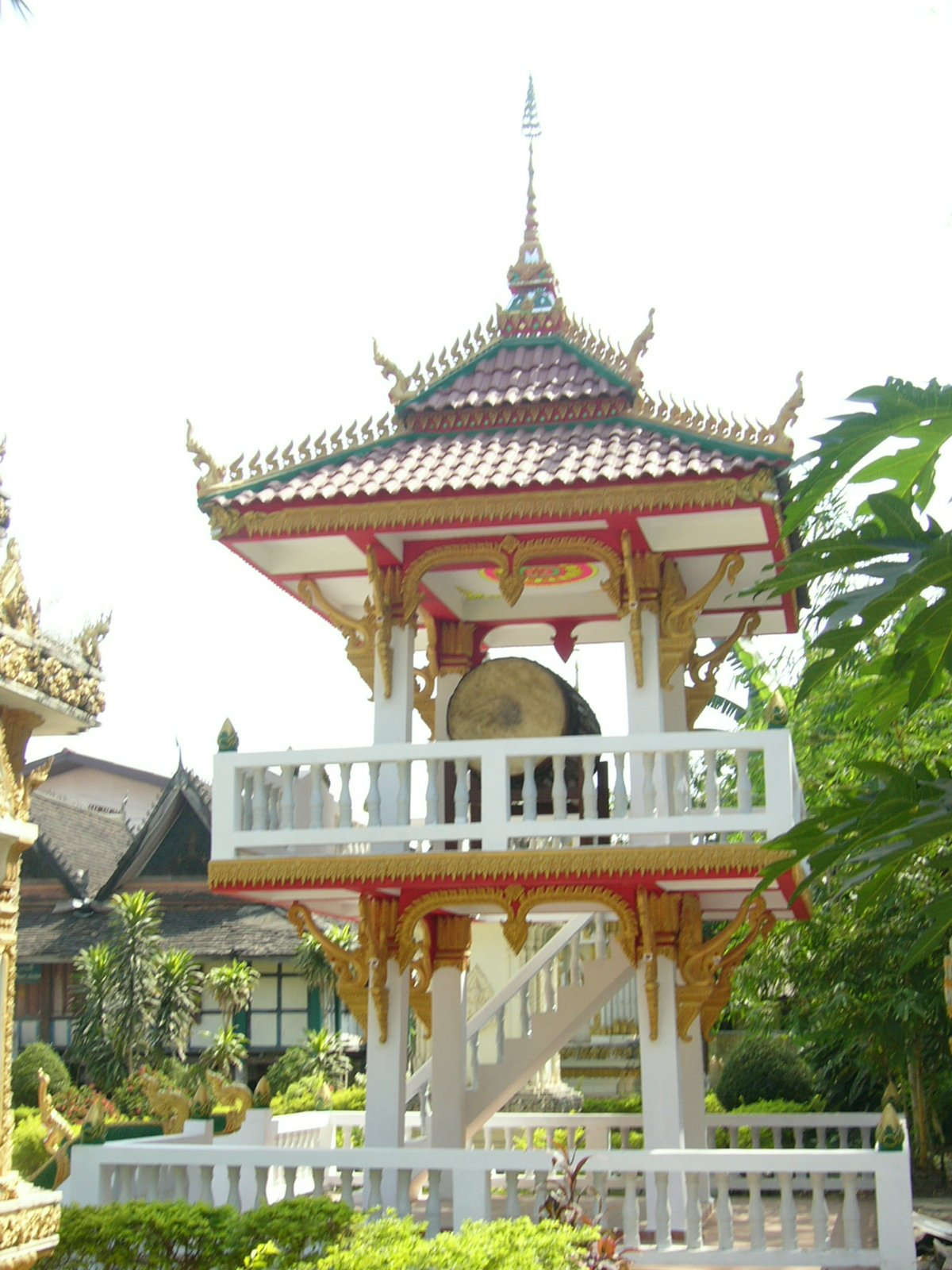
Tour du tambour au Wat Si Saket à Vientiane (Laos).

La tour du tambour (chinois simplifié : 鼓楼 ; chinois traditionnel : 鼓樓 ; pinyin : gǔlóu ; litt. « pavillon du tambour ») est un élément que l'on trouve dans les temples taoïstes en Chine, et qui est également un monument récurrent dans les villes chinoises anciennes. Elle va de pair avec la tour de la cloche. On trouve ainsi :
- la tour du tambour de Pékin ;
- la tour du tambour de Nankin ;
- la tour du tambour de Xi'an.